# Rick & Renner Vol. 4
Rick & Renner Vol. 4 é o quarto álbum da dupla sertaneja brasileira Rick & Renner, lançado em 25 de dezembro de 1996 pela gravadora Continental. Os sucessos desse álbum são "Baby", "Tira a Roupa", "Poucas e Boas" e "Tonto".

## Faixas
| N.º            | Título                      | Compositor(es)                   | Duração |  |
| 1.             | "Baby"                      | Rick / Elias Muniz / Alexandre   | 3:56    |  |
| 2.             | "Poucas e Boas"             | Peninha                          | 3:29    |  |
| 3.             | "Mais Um Dia Sem Você"      | Tobias                           | 3:27    |  |
| 4.             | "Tira a Roupa"              | Rick / João Paulo / Alexandre    | 3:17    |  |
| 5.             | "Pra Mim e Pra Ela"         | Roberto Merli / Wigberto Tartuce | 3:38    |  |
| 6.             | "Tonto"                     | Rick                             | 4:23    |  |
| 7.             | "Saudade Pesada"            | Fátima Leão / Alexandre / Netto  | 4:21    |  |
| 8.             | "Nas Ondas do Amor"         | Waldir Luz                       | 4:11    |  |
| 9.             | "Tanto Tempo Longe de Você" | Dimarco / Donizeti Scarpellini   | 3:50    |  |
| 10.            | "Tô Querendo de Novo"       | Tobias / Paulino                 | 2:53    |  |
| 11.            | "Quero Teu Amor de Volta"   | Joel Marques / Gustavo           | 4:03    |  |
| 12.            | "Minha Onda é Você"         | Dimarco / Donizeti Scarpellini   | 3:40    |  |
| 13.            | "Ciúme de Você"             | Renner / José Pereira            | 3:29    |  |
| 14.            | "O Teu Amor Me Pegou"       | Nando Cordel                     | 3:05    |  |
| Duração total: | Duração total:              | Duração total:                   | 00:52   |  |